# بوکس در المپیک تابستانی ۱۹۲۰
مشت‌زنی در بازی‌های المپیک تابستانی ۱۹۲۰ نام رویداد ورزش مشت‌زنی در بازی‌های المپیک تابستانی بود که در سال ۱۹۲۰ برگزار شد.

## کشورهای شرکت کننده
در این مسابقات ۱۱۶ ورزشکار از ۱۲ کشور به رقابت با یک دیگر پرداختند.
| آرژانتین (۱) | فرانسه (۱۵)         | نروژ (۱۴)                |
| بلژیک (۱۳)   | بریتانیای کبیر (۱۶) | آفریقای جنوبی (۷)        |
| کانادا (۸)   | ایتالیا (۵)         | سوئیس (۱)                |
| دانمارک (۱۲) | هلند (۸)            | ایالات متحده آمریکا (۱۶) |

## جدول مدال‌ها
| رتبه | کشور                      | طلا | نقره | برنز | مجموع |
| ۱    | ایالات متحده آمریکا (USA) | ۳   | ۰    | ۱    | ۴     |
| ۲    | بریتانیای کبیر (GBR)      | ۲   | ۱    | ۳    | ۶     |
| ۳    | کانادا (CAN)              | ۱   | ۲    | ۲    | ۵     |
| ۴    | فرانسه (FRA)              | ۱   | ۱    | ۱    | ۳     |
| ۵    | آفریقای جنوبی (RSA)       | ۱   | ۰    | ۰    | ۱     |
| ۶    | دانمارک (DEN)             | ۰   | ۳    | ۰    | ۳     |
| ۷    | نروژ (NOR)                | ۰   | ۱    | ۰    | ۱     |
| ۸    | ایتالیا (ITA)             | ۰   | ۰    | ۱    | ۱     |